# Wyzwolenie (dramat)

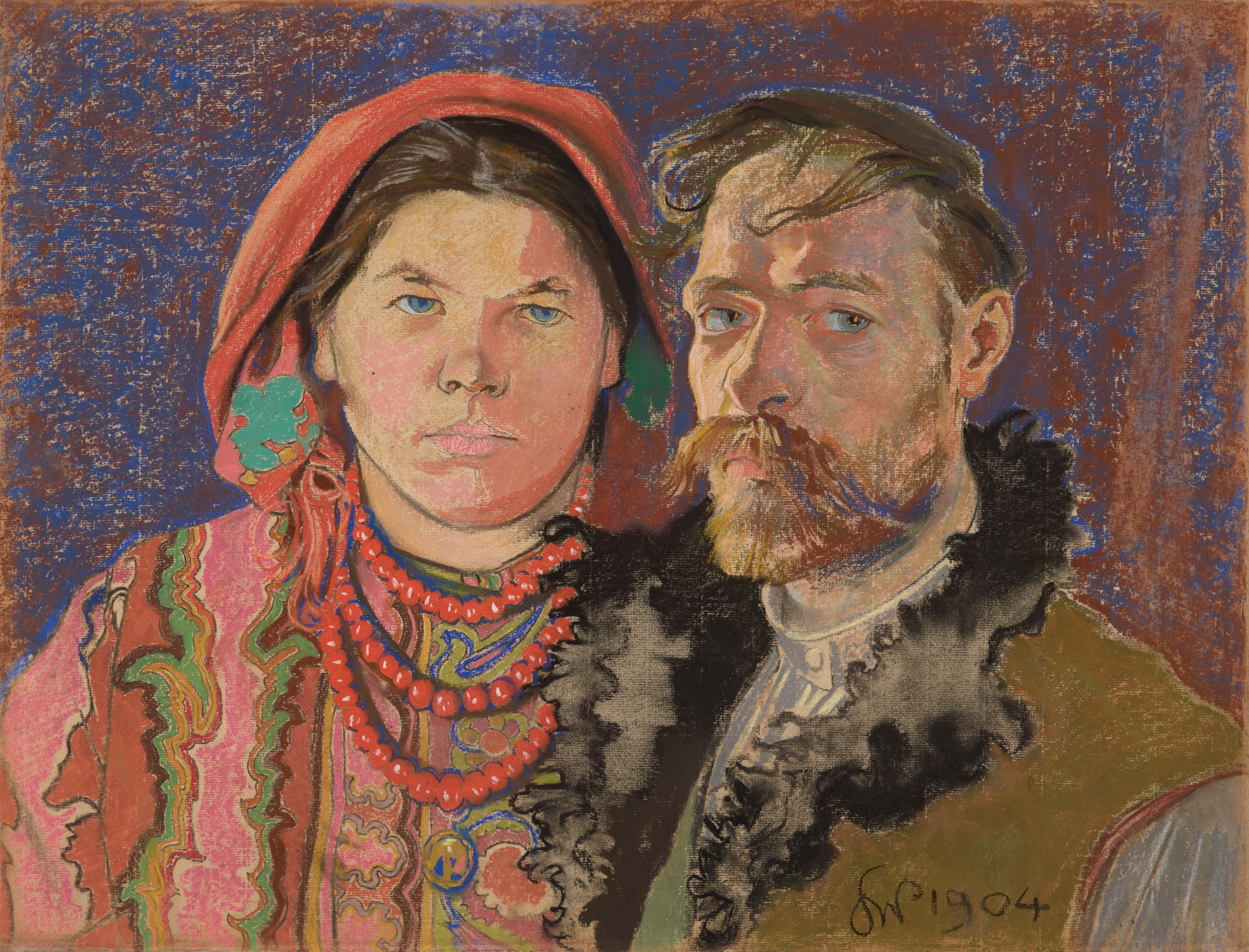
Portret Stanisława Wyspiańskiego z żoną, 1904.

Wyzwolenie – dramat w trzech aktach Stanisława Wyspiańskiego. Akcja utworu od początku do końca rozgrywa się na scenie teatru krakowskiego, a więc przedstawia teatr w teatrze.

## Geneza
Napisany w 1902 roku, a wydany w styczniu 1903. Podejmuje diagnozę ówczesnej Polski.
Po wystawieniu „Wesela” w 1901 roku Wyspiański otrzymał wieniec z liczbą 44, która miała być symbolem czwartego wieszcza narodowego. Na to wyraźne zamówienie publiczności odpowiedział Wyspiański „Wyzwoleniem”, którego głównym bohaterem uczynił Konrada, postać z „Dziadów” Adama Mickiewicza.

## Tytuł
Zadaniem głównego bohatera jest tytułowe wyzwolenie, które ma się dokonać na różnych płaszczyznach:
1. wyzwolenie Polski z niewoli politycznej;
2. wyzwolenie narodu z bezwładu ducha i woli;
3. wyzwolenie sztuki.

Do spraw wyzwoleńczych należy jeszcze dołączyć wyzwolenie poety, bohatera dramatu. W tym układzie wyzwolenie Polski stanowi zadanie końcowe, aby to się stało, naród musi wyzwolić się ze stanu bezwładu woli i umysłu, aby dokonała się rewolucja w świadomości współczesnych. Przed zadaniem ostatecznym musi się więc stoczyć walka o ideologię.
Główny bohater – Konrad – ma stoczyć walkę o dusze i umysły Polaków. Przystępuje do tego zadania, władając prawdą i sztuką.
To on posiada prawdę wyzwolenia i jest poetą, z tej racji sztuka powinna mu dać władzę nad duszami. Ona sama jednak także czeka na wyzwolenie z niewoli kłamstwa, które czyni ją niepoważną. Dlatego nikt nie bierze jej na serio i dopóki będzie trwał ten stan, prawda Konrada nie dotrze do słuchaczy, nie pozyska dusz i umysłów współczesnych. Tym samym proces wyzwoleńczy powinien rozpocząć się od sztuki.

## Problematyka

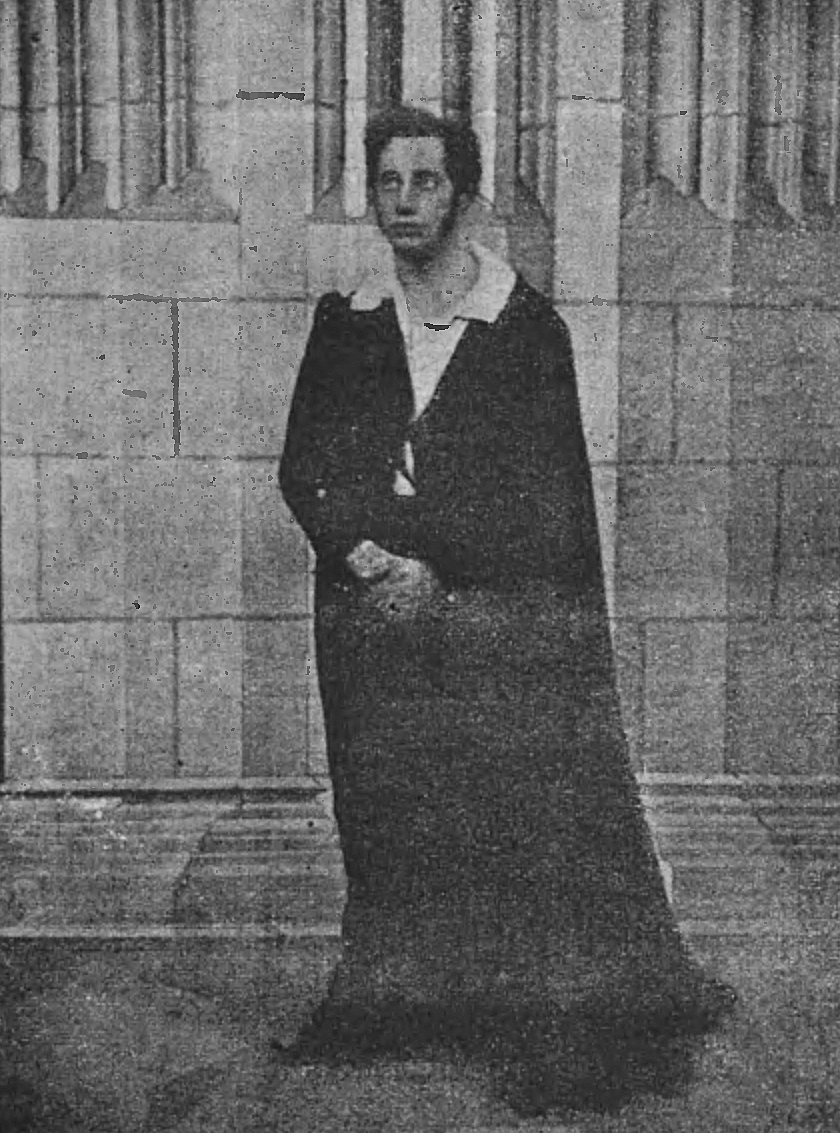
Zygmunt Nowakowski jako Konrad w Wyzwoleniu (ok. 1918)

Konrad przybywa z zaświatów na deski krakowskiego teatru, aby dokonać wyzwolenia kraju. Zostaje zachęcony przez Muzę do stworzenia widowiska scenicznego na temat Polski. Spektakl ten ukazuje rozpaczliwą sytuację narodu, społeczeństwo rozdarte na skłócone warstwy, klasy, stronnictwa, ideologie, które zwalczają się nawzajem, nie posiadają żadnego konkretnego programu przemian. Przekrój społeczny prezentuje para Karmazyn – Hołysz. Obaj uważają się za reprezentację narodu, a w rzeczywistości to bezmyślni utracjusze i nieroby, które godzą się na niewolę Polski. Przebrani są w stroje narodowe, nawiązujące do saskiej przeszłości.
Konrad krytykuje je jako przebieranki, które wyglądają „jakby Polski nie było, Polaków nie było, jakby ziemi nawet nie było polskiej i tylko trzeba było wszystko pokazywać, bo wszystkiego zostało na pokaz po trochu”. Przedstawiciele szlachty nie zwracają uwagi na chłopstwo.
Syntezę polityczną Galicji dają Prezes – stańczyk i Przodownik – demokrata. Prezes patronuje grupie, która wyrzeka się pamięci powstań, poddała się rezygnacji. Przodownik natomiast jest przedstawicielem grupy, która potrafi jedynie powtarzać wzniosłe hasła napuszone frazeologią patriotyczną bez żadnego pokrycia działaniem. W drugiej części widowiska z wypowiedzi Kardynała wnioskujemy, że nawet Kościół podporządkował Polaków swoim interesom, wykorzystując ich jako rycerzy wiary. W godzinie upadku pozostawia ich samych sobie i zaleca pokorę. Naród, który czerpie swoje ideały z romantyzmu, trwa w bezruchu i martwocie. Tylko nieliczni, jak postać Ojca, odrzucają poezję romantyczną jako trujący zaród. W utworze pojawia się postać Harfiarki tożsamej z Lillą Wenedą, bohaterką Słowackiego. Symbolem omamień narodu jest postać Geniusza wieszczącego wyzwolenie poprzez mękę krzyża i próbę grobu.
Gest Konrada, który w potężnej inwektywie przeklina poezję uwodzącą naród chorobliwą mistyką śmierci, okazuje się wyzwoleniem pozornym, teatralną złudą, która kończy się zapadnięciem kurtyny, rozejściem się aktorów i demontażem dekoracji. Na pustej, głuchej, ciemnej scenie pozostaje samotny Konrad, miotający się w świecie swoich poetyckich iluzji, ścigany przez Erynie, mściwe boginie zemsty z wyżartymi oczami w rozpaczliwej matni bez wyjścia.